# Теперишка
Теперишка — река в России, течёт по территории Давлекановского района и Чишминского районов Республики Башкортостан. Устье реки находится на высоте 106 м над уровнем моря в 65 км по левому берегу реки Уршак. Длина реки составляет 16 км.

## Данные водного реестра
По данным государственного водного реестра России относится к Камскому бассейновому округу, водохозяйственный участок реки — Белая от водомерного поста села Охлебино до города Уфы, без рек Уфы (от истока до посёлка городского типа Шакши) и Дёмы (от истока до водомерного поста у деревни Бочкарёвки), речной подбассейн реки — Белая. Речной бассейн реки — Кама.
Код объекта в государственном водном реестре — 10010201412111100020022.